# Koti (département)
Pour les articles homonymes, voir Koti (homonymie).
Cet article concerne le département et la commune rurale. Pour le village chef-lieu, voir Koti (Burkina Faso).
Koti est un département et une commune rurale de la province du Tuy, situé dans la région des Hauts-Bassins au Burkina Faso.
En 2006, le dernier recensement comptabilisait 24 534 habitants.

## Villages
Le département et la commune rural de Koti est administrativement composé de onze village, dont le village chef-lieu homonyme(données de population consolidées issues du recensement général de 2006) :
- Bonzan-Pougouli (1 342 habitants)
- Dibien (1 267 habitants)
- Djindjerma (1 539 habitants)
- Fafo (2 991 habitants)
- Gbatari (1 425 habitants)
- Haba (1 618 habitants)
- Indini (2 768 habitants)
- Kayao (3 744 habitants)
- Koti (5 211 habitants), chef-lieu
- Poa (1 561 habitants)
- Zangoni (1 068 habitants)